# Serie del Caribe 1950
La Serie del Caribe 1950 de béisbol profesional se disputó entre el 21 y el 27 de febrero de 1950 en el Sixto Escobar de San Juan, Puerto Rico. Fue la segunda edición de la serie, que para entonces reunía anualmente a los campeones de las ligas de béisbol profesional del área de Centroamérica y el Caribe. Participaron Cuba, Panamá, Puerto Rico y Venezuela. La sede de la Serie del Caribe se rota entre los miembros de la liga y ese año le correspondió el turno a Puerto Rico.
Luego de la victoria de Alacranes del Almendares de Cuba en la Serie de 1949, éstos partían como favoritos, aunque los locales representados por los Criollos de Caguas también fueron señalados como equipo fuerte por su condición. El campeonato rebasó las expectativas en número de aficionados, al lograr sobrepasar el lleno del Parque Sixto Escobar de 10.000 asientos a 12.000 por encuentro.
El primer encuentro fue entre los Navegantes del Magallanes de Venezuela contra Carta Vieja de Panamá, resultando vencedores los primeros. Carta Vieja logró recuperarse y ganar cuatro juegos consecutivos, lo que hizo que el equipo panameño dejara de pasar desapercibido. El último día del campeonato sólo necesitaban una victoria para coronarse campeones del Caribe, pero cayeron ante Almendares, al mismo tiempo Caguas derrotó a Magallanes, provocando un empate en el primer lugar entre Caguas y Carta Vieja. Por ello se necesitó un juego extra en donde los panameños vencieron, esa fue la única oportunidad en la que un equipo de Panamá lograron ganar la Serie del Caribe.
El equipo panameño también fue llamado Yankees del Carta Vieja, por la cantidad de beisbolistas estadounidenses que jugaban en las Grandes Ligas y que formaban parte de ese conjunto.

## Clasificación final
| Clasificación |                           |   |   |      |   |  |
|               | Equipo                    | G | P | AVE. | V |  |
|               | Carta Vieja               | 4 | 2 | .667 | - |  |
|               | Criollos de Caguas        | 4 | 2 | .667 | - |  |
|               | Almendares                | 3 | 3 | .500 | 1 |  |
|               | Navegantes del Magallanes | 1 | 5 | .167 | 3 |  |

### Marcadores
1.er juego, 21 de febrero.
| Equipo                    | C | H  | E |
| ------------------------- | - | -- | - |
| Carta Vieja               | 2 | 7  | 0 |
| Navegantes del Magallanes | 3 | 11 | 1 |

2.º juego, 21 de febrero.
| Equipo             | C | H | E |
| ------------------ | - | - | - |
| Almendares         | 0 | 5 | 1 |
| Criollos de Caguas | 1 | 5 | 0 |

3.er juego, 22 de febrero.
| Equipo                    | C | H | E |
| ------------------------- | - | - | - |
| Navegantes del Magallanes | 1 | 5 | 0 |
| Almendares                | 2 | 5 | 3 |

4.º juego, 22 de febrero.
| Equipo             | C | H | E |
| ------------------ | - | - | - |
| Criollos de Caguas | 3 | 8 | 3 |
| Carta Vieja        | 4 | 8 | 1 |

5.º juego, 23 de febrero.
| Equipo      | C | H  | E |
| ----------- | - | -- | - |
| Almendares  | 8 | 7  | 4 |
| Carta Vieja | 9 | 11 | 2 |

6.º juego, 23 de febrero.
| Equipo                    | C | H | E |
| ------------------------- | - | - | - |
| Navegantes del Magallanes | 1 | 4 | 3 |
| Criollos de Caguas        | 2 | 6 | 1 |

7.º juego, 24 de febrero.
| Equipo                    | C | H | E |
| ------------------------- | - | - | - |
| Navegantes del Magallanes | 2 | 7 | 2 |
| Carta Vieja               | 4 | 6 | 1 |

8.º juego, 24 de febrero.
| Equipo             | C | H  | E |
| ------------------ | - | -- | - |
| Criollos de Caguas | 6 | 12 | 0 |
| Almendares         | 1 | 5  | 4 |

9.º juego, 25 de febrero.
| Equipo                    | C | H | E |
| ------------------------- | - | - | - |
| Almendares                | 9 | 9 | 4 |
| Navegantes del Magallanes | 5 | 8 | 1 |

10.º juego, 25 de febrero.
| Equipo             | C | H | E |
| ------------------ | - | - | - |
| Carta Vieja        | 5 | 8 | 0 |
| Criollos de Caguas | 1 | 6 | 2 |

11.º juego, 26 de febrero.
| Equipo      | C | H | E |
| ----------- | - | - | - |
| Carta Vieja | 0 | 4 | 3 |
| Almendares  | 8 | 7 | 3 |

12.º juego, 26 de febrero.
| Equipo                    | C | H | E |
| ------------------------- | - | - | - |
| Criollos de Caguas        | 3 | 6 | 0 |
| Navegantes del Magallanes | 2 | 6 | 3 |

Extra, 27 de febrero.
| Equipo             | C | H  | E |
| ------------------ | - | -- | - |
| Carta Vieja        | 9 | 10 | 1 |
| Criollos de Caguas | 3 | 7  | 0 |

| Bandera de Panamá   |
| Campeón Carta Vieja |
| Primer título       |